# Сергунин, Яков Александрович
Я́ков (Ян) Алекса́ндрович Сергу́нин (Реше́тников) (25 июля 1954 — 25 июня 2004) — российский государственный и общественный деятель, руководитель аппарата Главы Администрации Чеченской Республики в ранге вице-премьера в 2001-2002 годах. Также представлялся, как доктор философии, кандидат юридических наук, хотя на территории РФ такие звания и степени ему не присваивались. Являлся основателем и президентом фонда поддержки малых народов «Толерантность» и одним из инициаторов создания интернет-сайта «Цыгане России».

## Имя и фамилия
Существует путаница с именем Сергунина. Часть источников говорит о том, что его настоящее имя Ян, другая — что Яков. В Указе Президента Российской Федерации от 4 октября 2001 года о награждении орденом Дружбы он назван Яковом Сергуниным. В официальных документах властных структур Чечни он именовался то Яном, то Яковом. В сообщении на сайте Генеральной прокуратуры Российской Федерации о убийстве Пола Хлебникова он упоминается как Ян .
Сам Сергунин в интервью «Новой газете» в 2002 году утверждал, что в период службы в Чечне принял ислам и новое имя Якуб. В последние годы жизни вспомнил о своём цыганском происхождении, основал фонд поддержки малых народов «Толерантность» и стал называть себя не Сергуниным, а Решетниковым; именно под этой фамилией издал книгу «Правовая защита».

## Биография
Яков (Ян) Сергунин родился в 1954 году в городе Берёзовском (по другим данным — в посёлке Березняки) Свердловской области, в семье русских цыган. После окончания школы поступил в военное училище, затем служил в армии. В 1980 году поступил на работу в 8-е Главное управление МВД СССР, обслуживавшее особо режимные предприятия и населённые пункты, в 1981 году переехал в Москву на учебу в Академию МВД. 
В 1988 году был приговорён к трём годам лишения свободы за должностной подлог. Затем Верховный суд сократил наказание до полутора лет.
Выйдя на свободу, Сергунин вернулся в Москву. 
В 1989 году он стал заместителем генерального директора, фактически возглавив территориальное межхозяйственное объединение "Интеграл" Краснопресненского райисполкома в Москве, а в 1991 году перешел на работу в Центр экономических реформ при правительстве РФ (занимал пост заведующего отделом). 
Одновременно, в 1-й половине 1990-х гг. был вице-президентом фирмы - АО «Международная Промышленно-финансовая Компания "Укрросметалл" концерн», которая занимались металлопрокатом и обеспечением Криворожского металлургического комбината железорудным сырьем (Сергунин учредил и зарегистрировал последнюю 8 ноября 1993 года в Москве, соучредителем стала возглавляемая Сергуниным фирма - ООО "Частное Охранное Предприятие "Щит И Меч"). Далее, соучредителем компании стал сибирский бизнесмен Меркушев Олег Васильевич (родился 08.11.1966 г.р., место рождения: г.Кривой Рог, Днепропетровской области), начинавший свою трудовую деятельность на Криворожском металлургическом комбинате, и являвшийся после Сергунина в 2004-2020 годах следующим директором данной компании, с 1999 года по совместительству - один из руководителей ОАО "Западно-Сибирский металлургический комбинат" в г. Новокузнецк, а в 2020 году Меркушев стал священником РПЦ.
Начиная с 28 октября 1994 года, Сергунин стал президентом и крупным акционером многопрофильной компании "Аквариус" (Aquarius Systems Integral), заменив на данной должности уехавшего из Росиии прежнего директора, коим являлся Гасанов Тамирлан Ибрагимович, занимавший указанную должность до 1998 года (он неожиданно эмигрировал, и ASI под руководством Сергунина постепенно прекратила юридическое существование). Но уже летом 1995 года Сергунина сменил купивший большинство акций компании Галкин Игорь Георгиевич, зарегистрировавший 11 января 1994 года дочернее предприятие от компании "Аквариус" - ЗАО "Аквариус системз информ" ("АСИ-интерфейс"). Галкин и являлся в 1995-1998 годах гендиректором реорганизованного "Аквариуса", а в 1998 г. гендиректором стал Леонид Гольденберг.
В 1995-1996 годах являлся заместителем руководителя отдела по внешнеэкономическим связям Управления делами президента РФ.
В 1996-98 директор по внешнеэкономическим связям ОАО "Мосэнергомонтаж". В 1998-99 исполнительный директор, директор по внешнеэкономической деятельности ТОО "Комплект-Энергия-Д".
О деятельности в 1999-2000 годах ничего не известно. Вероятно, являлся участником военной операции в Чечне.
Возможно, именно за такие заслуги 4 октября 2000 года указом В. Путина Сергунин награжден орденом Дружбы.
По другой же информации, в 1998-2000 годах Сергунин проживал в Казахстане, в г. Караганда, где купил гостиницу "Казахстан", и создал в Караганде товарищество с ограниченной ответственностью «Алтын Батыр». Являлся спонсором местного танцевального коллектива под руководством Дамира Туребекова.  .
В 2000 году Сергунина приняли на работу в Судебный департамент при Верховном суде РФ. По одной из версий, данное назначение инициировал прокурор Чеченской Республики в 2000-2001 годах Чернов Всеволод Георгиевич (переведен в 2001 г. на должность заместителя прокурора Ставропольского края).
Далее, 18 ноября 2000 года указом В. Путина Сергунину Якову Александровичу, как начальнику Управления Судебного департамента при Верховном Суде Российской Федерации в Чеченской Республике, присвоено звание государственного советника юстиции 2 класса.
Приблизительно к 2000-2001 годах относится и присвоение Сергунину звания генерал-лейтенанта юстиции. При аттестации Сергунин скрыл факт судимости, указав, что 1987—1989 годах занимался бизнесом.
18 октября 2001 года Сергунин был назначен на должность вице-премьера Чеченской Республики по инициативе главы администрации Чеченской Республики Ахмада Кадырова. Кадыров призвал к себе Сергунина, несмотря на протесты тогдашнего председателя правительства Чечни Станислава Ильясова и полпреда президента в Южном округе Виктора Казанцева.
Предшественником Сергунина являлся Алексенцев Виктор Андреевич - прежний глава аппарата, упоминавшийся далее в 2001-2002 годах, как заместитель руководителя аппарата Главы Администрации ЧР при Сергунине. Возможно, именно Алексенцев, будучи ранее близко связанным по работе с главой правительства Чечни Ильясовым, и пролоббировал у Кадырова назначение Сергунина главой аппарата, сам предпочитая оставаться в тени.
В 2001 году под руководством Сергунина восстановлена ТЭЦ-4, которая расположена в Аргуне.
Далее у Сергунина возник конфликт с премьер-министром Чечни Станиславом Ильясовым. Сергунин обвинил Ильясова в авторитарном стиле руководства. ("Известия", 18 июня 2002). В свою очередь, Ильясов публично назвал Сергунина авантюристом.
"У Кадырова духовное, а не светское образование, он никогда не работал в госорганах и не имеет административного опыта - рассказывал Сергунин "Известиям". - Сначала его фактически не допускали к исполнению обязанностей. Однажды Кадыров потребовал какой-то документ, а ему руководитель аппарата главы правительства Виктор Алексенцев ответил, что без разрешения Ильясова этот документ выдать не может. Это переполнило чашу терпения - Кадыров сделал мне предложение перейти к нему на работу". 
В августе 2002 года Кадыров уволил Сергунина и Алексенцева, а в ноябре 2002 года снял с должности Ильясова. Однако Сергунин вплоть до 2004 года числился в нескольких комиссиях правительства Чечни (по помилованию, и по наградам).
В справочниках и официальной документации указан, как "Сергунин Ян Александрович, заместитель Председателя Правительства Чеченской Республики - руководитель аппарата Главы Администрации Чеченской Республики". В его распоряжении находились:
Дениев Хасмагомед Хамбиевич (1947 года рождения, к 1999 году уже  имел квартиру в Москве, где занимался бизнесом, и являлся руководителем московского ООО "Интеркабель", с 1999 года - 1-й Зам. руководителя аппарата Главы Администрации и Правительства ЧР; Кавтарашвили Валентина Николаевна - Зам. руководителя аппарата Главы  Администрации ЧР; Гантамиров Бислан Сайдалиевич - Заместитель Председателя Правительства - министр по делам печати, телерадиовещания и средств массовых коммуникаций; Дороговцов Денис Васильевич - помощник заместителя Главы Администрации Чеченской Республики-Председателя Правительства ЧР; Барзукаев Адлан Саид-Селимович - начальник контрольного управления Администрации Чеченской Республики; Басханов Бек Мовсарович - руководитель территориального управления Минюста РФ по Чеченской Республике; Черепанов Алексей Алексеевич - начальник управления государственной службы, кадров и наград Правительства Чеченской Республики; Козлова Лидия Федоровна - начальник управления делопроизводства Правительства Чеченской Республики.
Уходу Сергунина из Чечни предшествовал скандал с домогательством к русским сотрудницам правительственной столовой или аппарата правительства, хотя, как считается, у истоков раздувания данного скандала стоял его оппонент Ильясов.
Более громким скандалом было исчезновение в декабре 2001 года направленного Москвой бюджета Чечни на 2002 год, хотя Сергунин расписался в его получении.

Могила Сергунина

После увольнения Сергунин стал помогать политическим противникам Кадырова - в частности,  в 2003 году был теневым лидером избирательного штаба оппозиционного кандидата на пост президента Чечни, бывшего главы администрации Ачхой-Мартановского района Шамиля Бураева. Подговорил Бураева потребовать в суде отмены регистрации кандидатуры Ахмата Кадырова. Обещал предоставить "разоблачительные сведения" журналисту "МК" Вадиму Речкалову.
Примерно в то же время Сергунин вспомнил о своих цыганских корнях (хотя по паспорту он числился русским, его родственники, в том числе сестра, значились цыганами). Стал называть себя не Сергуниным, а Решетниковым. Под этой фамилией он издал книгу «Правовая защита», в которой дал цыганам советы, как защищаться от неправомерных действий милиции. По неофициальным данным, Сергунин продолжал активно заниматься бизнесом, став после работы в Чечне соучредителем нескольких фирм, участвовавших в восстановлении хозяйства республики.
Ряд российских СМИ выдвигал версии о причастности Сергунина к организованной преступности.
Другие же, напротив, считают, что Сергунин сделал такую карьеру благодаря связям с советским КГБ, и далее - с ФСБ.
До 16 апреля 2004 года числился членом Комиссии по вопросам помилования на территории Чеченской Республики, как старший советник юстиции, хотя постоянно и он, и его жена Камилла (имя по паспорту - Сергунина Киланат Аббасовна, в девичестве Умарова, родилась 15 апреля 1969 года в Наурском районе Чечни, директор основанного мужем ООО «Комплект-Энергия-Д») жили в Москве.
Также в 2003-2004 гг. Сергунин числился заместителем главного редактора газеты "Мир новостей" по связям с общественностью, куда его принял главный редактор газеты Николай Кружилин.
25 мая 2004 года в Москве с его участием основан фонд поддержки малых народов «Толерантность». Руководителем организации являлся Сергунин Яков Александрович, а учредителями, кроме Сергунина, стали чеченец Бураев Шамиль Дусиевич (1958 года рождения, в сентябре 2007 года арестован по подозрению в организации убийства журналистки "Новой газеты" Анны Политковской, но позже оправдан), исследователь цыганской культуры Бессонов Николай Владиславович, Магамадов Увайс Абуязидович (министр здравоохранения Чечни в 2000-2002 годах), и бизнесмен цыганского происхождения Лесов Вячеслав Михайлович. Юридическое лицо было ликвидировано 9 июня 2008 года.

## Убийство
Сергунин был убит в Москве 25 июня 2004 года у ресторана «Восточный дворик». Следствие считало, что данное убийство взаимосвязано с убийством главного редактора русской версии журнала «Forbes» Пола Хлебникова. Сергунин, вероятно, был одним из основных источников для готовившейся, но так и не изданной книги Хлебникова о разворовывании бюджетных средств в Чечне, хотя факт контактов между ними полностью не доказан. 
По другой версии, убийство произошло из-за претензий неких оппонентов Сергунина на его квартиру в престижном районе в Москве (на Земляном Валу, дом 46/48). Вдова Сергунина - чеченка Киланат вскоре под угрозами продала данную квартиру.
Убийство Хлебникова произошло через 10 дней после убийства Сергунина. За это преступление был арестован житель Чечни Казбек Дукузов. Ему также предъявили обвинения в убийстве главного редактора журнала Forbes Пола Хлебникова. По версии следствия, к убийству причастны участники организованной преступной группы, в состав которой входили жители Чечни Казбек Дукузов, его брат Магомед Дукузов, Муса Вахаев, Магомед Эдильсултанов и другие. Правоохранители считали Вахаева и Дукузова непосредственно причастными к убийству Сергунина. Однако 5 мая 2006 года коллегия присяжных, рассматривавшая «дело Пола Хлебникова», оправдала обвиняемых. Позже приговор был отменен, но фигуранты дела исчезли. 
Похоронен на Троекуровском кладбище.

## Награды
- орден Дружбы (4 октября 2001 года)[5]